# Jerivá
O jerivá (Syagrus romanzoffiana), também chamado baba-de-boi, coco-catarro, coqueiro, coqueiro-jerivá, coquinho-de-cachorro, coquinho-meleca, jeribá, coqueiro-pindoba, coco-juvena, coqueiro-pindó, gerivá, juruvá, jiruvá, jurubá, é uma palmeira nativa da Mata Atlântica, no Brasil, podendo ser encontrada também em seus ecossistemas associados, como restingas, florestas ombrófilas densas, florestas estacionais semideciduais, florestas estacionais deciduais, ou outras formações florestais como matas ciliares, matas paludosas,  e cerrado.

## Etimologia
"Jerivá" e "jeribá" são termos oriundos do tupi jeri'wa. "Baba" origina-se do latim vulgar baba, "saliva que escorre da boca". O nome "baba-de-boi" é uma referência ao fio resinoso produzido pela planta e que se assemelha à baba dos bois. É também chamada de "coquinho-de-cachorro" devido ao gosto dos cachorros pelo consumo de seus frutos.

## Descrição

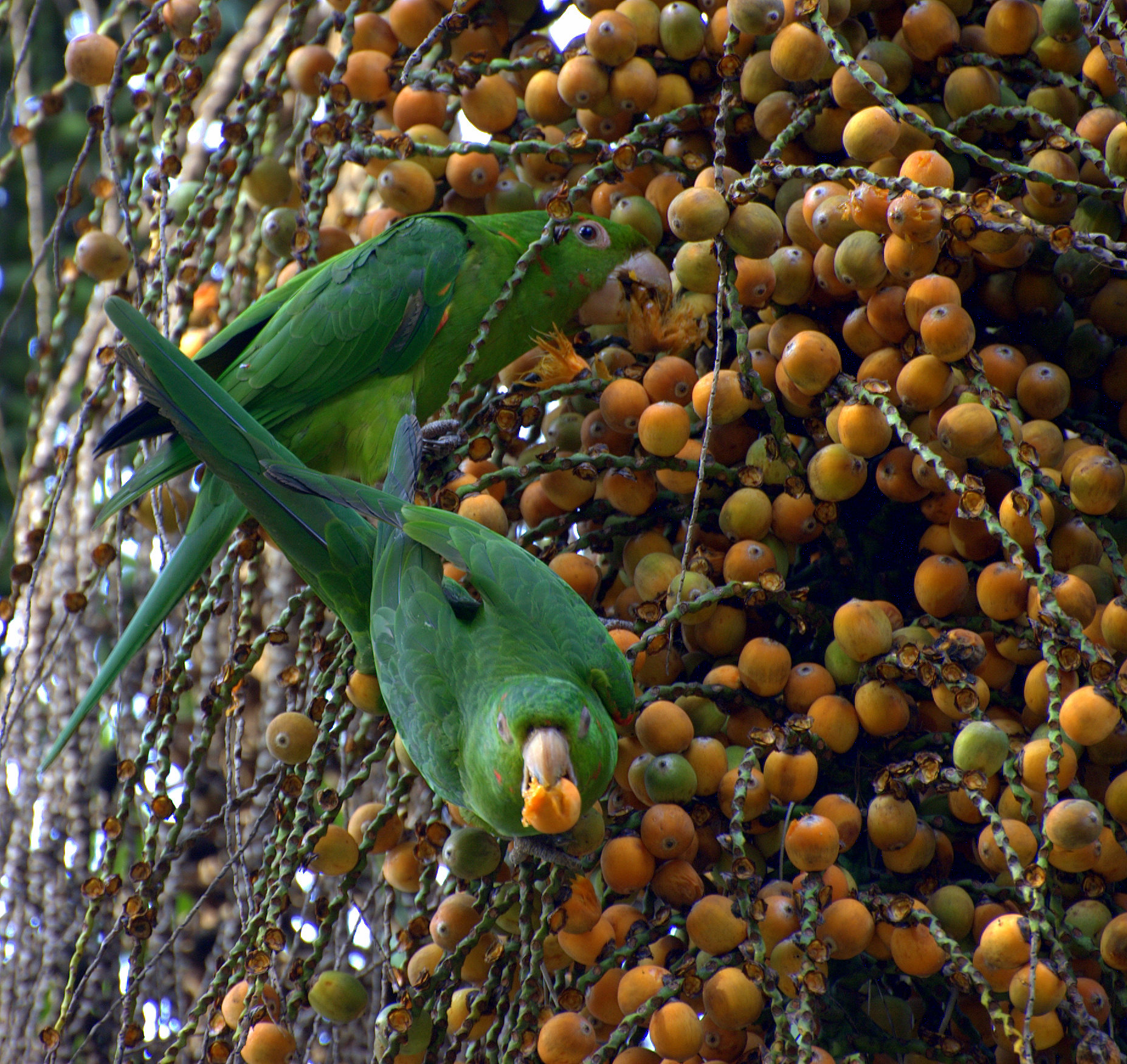
Os coquinhos de jerivá servem de alimento para vários animais, como o periquitão-maracanã

É uma Palmeira de Estipe (tronco solitário), atingindo de 6 a 15 m de altura, no meio da floresta chega aos 30 m com o tronco variando de 25 a 62 cm de diâmetro. Ele é cilíndrico, vertical e fissurado (com algumas rachaduras), com coloração cinzenta e algumas pontuações escuras. A copa é ligada ao tronco e é composta por 4 a 14 folhas arqueadas e pinadas com raque (eixo das folhas) de 2,5 a 4 m de comprimento, sob pecíolo (segmento da folha que se prende ao tronco)  semelhante a bainha (que envolve metade do tronco) com base expandida, fibrosa de 20 a 40 cm de largura, a ápice é o topo das folhas que mede de 30 a 70 centímetros de comprimento. A raque central contem de 150 a 250 filetes dispostos em diferentes planos medindo 30 a 60 cm de comprimento por 2 a 3,5 cm de largura, com ápice mais curvadas. A inflorescência é interfoliar e que nasce dentro de uma espádice lenhoso e fissurado, longo e de até 26 cm de comprimento, que é segurado pelo pedúnculo. Quando a espádice se abre surgem milhares de flores numa panícula com raque de 40 a 50 cm de comprimento e possui raquilas com cerca de 70 a 300 contendo de 60 a 120 flores unissexuais, sendo que uma feminina é distribuída entre 2 masculinas, depois torna-se apenas a espata (tecido modificado). A parte externa do fruto é carnosa, amarelada ou alaranjada, marcada por três cicatrizes em resultado da polinização e composta de uma mucilagem adocicada muito apreciada por alguns animais, como papagaios, maritacas e esquilos-caxinguelê, ou mesmo por cachorros e pelos humanos, principalmente pelas crianças, sendo uma lembrança comum, aos interioranos, a quebra destes coquinhos batendo-se com pedras para alcançar as suas amêndoas. Internamente, possui uma pequena castanha bem parecida com a do coco-da-baía. A semente germina em cerca de 100 a 150 dias, tendo um potencial de germinação de cinquenta a 79 por cento. A folha é perenifólia e é usada como ração para o gado. A árvore fornece também palmito para alimentação humana.
A madeira foi (ainda é) muito usada nas construções rurais como por exemplo o madeiramento de telhados, é utilizado para paisagismo ornamental e também para fazer reflorestamentos em áreas degradadas, preservação permanente, plantios mistos. Tem um crescimento moderado, com uma altura média de dez a doze metros (chegando a ter mais de quinze metros). Alguns exemplares chegam a ter um tronco com mais de sessenta centímetros de diâmetro. Possui grande resistência no transplante, mesmo quando adulta. Pode ser encontrado em várias regiões do Brasil, como: Sudeste, Sul, e nos estados Goiás, Mato Grosso do Sul, e sul da Bahia.
A sua forma de dispersão é zoocórica, ou seja, através dos animais que consomem seus frutos e dispersam suas sementes através das fezes.

## Sinonímia Botânica
Arecastrum romanzoffianum; Cocos romanzoffiana; Cocus plumosa.

## Galeria de Fotos

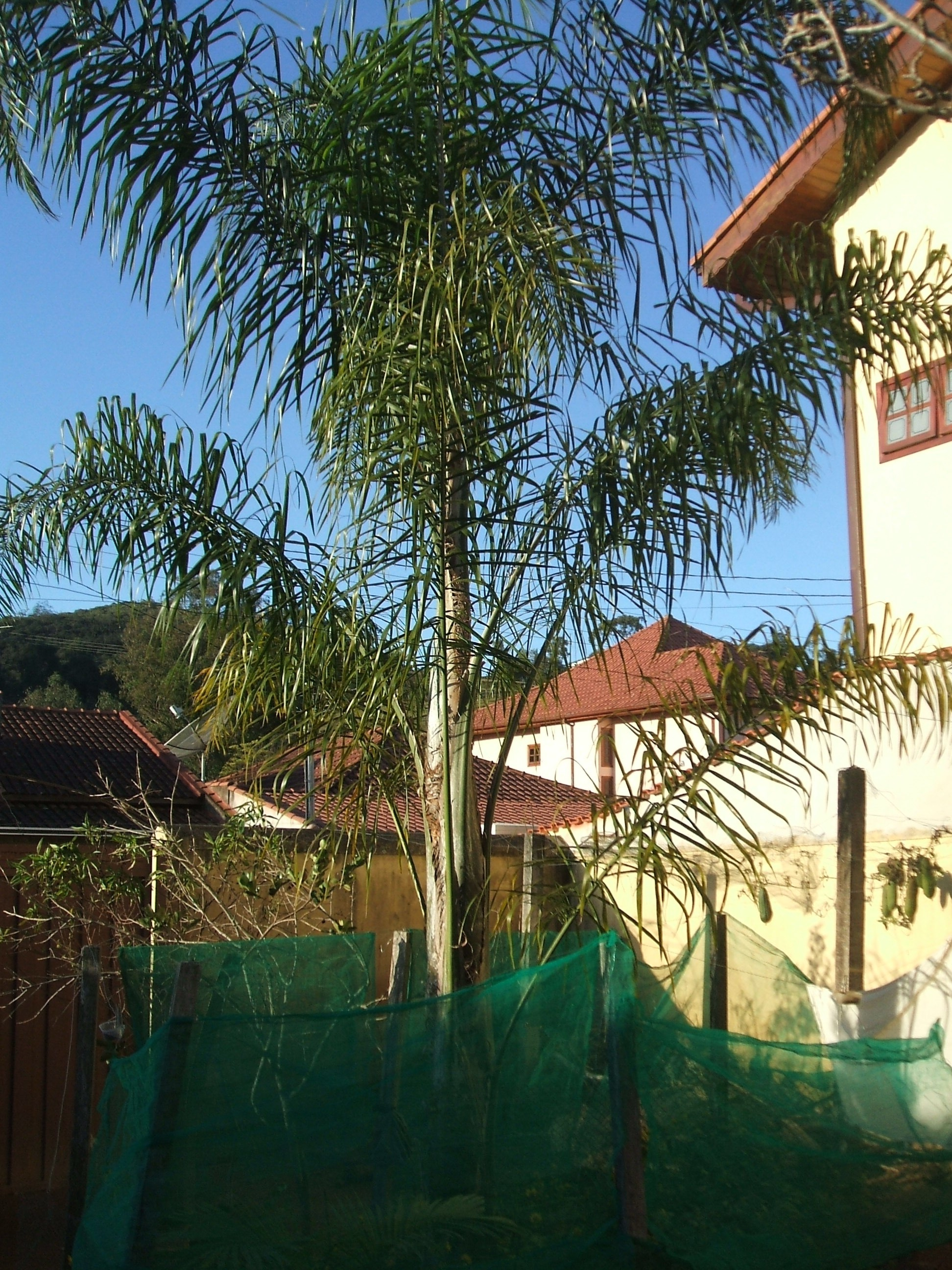
Um Jerivá que tem uns 3 anos de idade
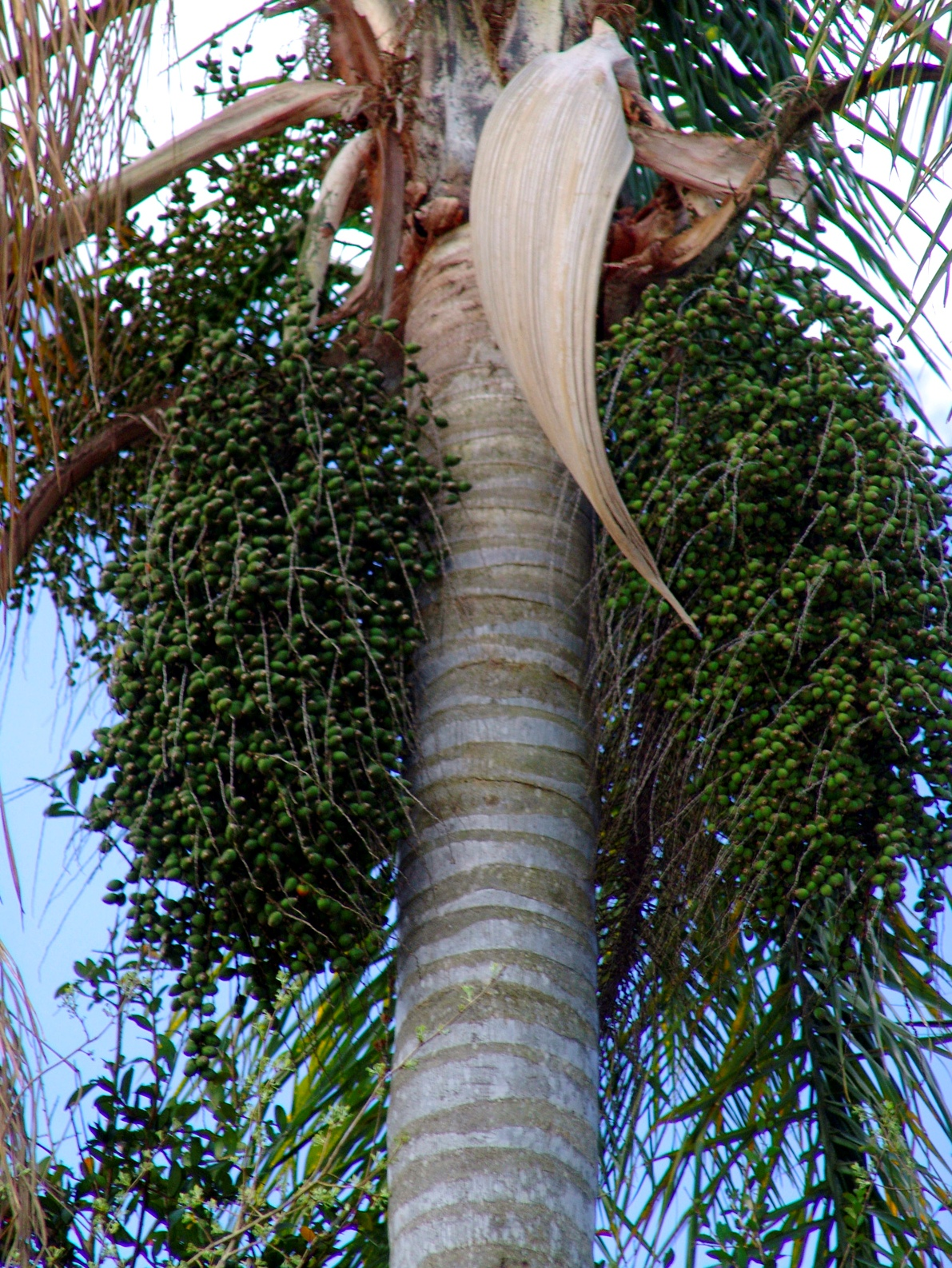
Cachos verdes do jerivá
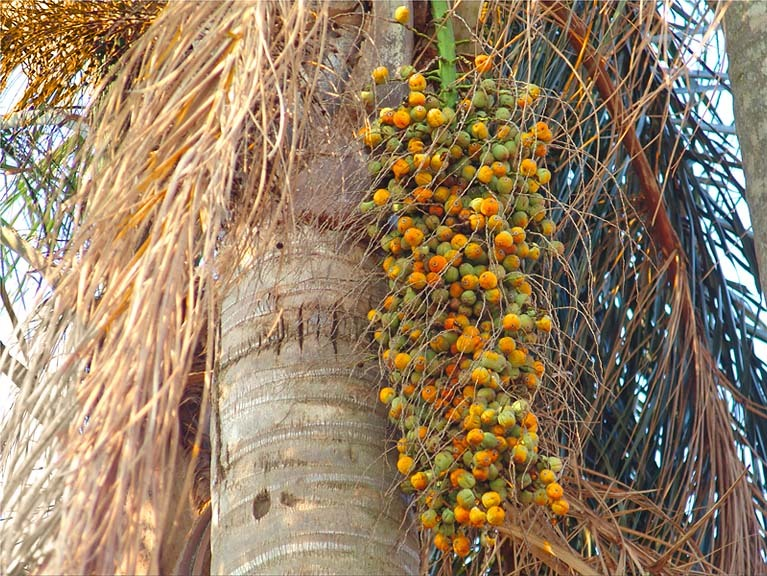
Cacho maduro
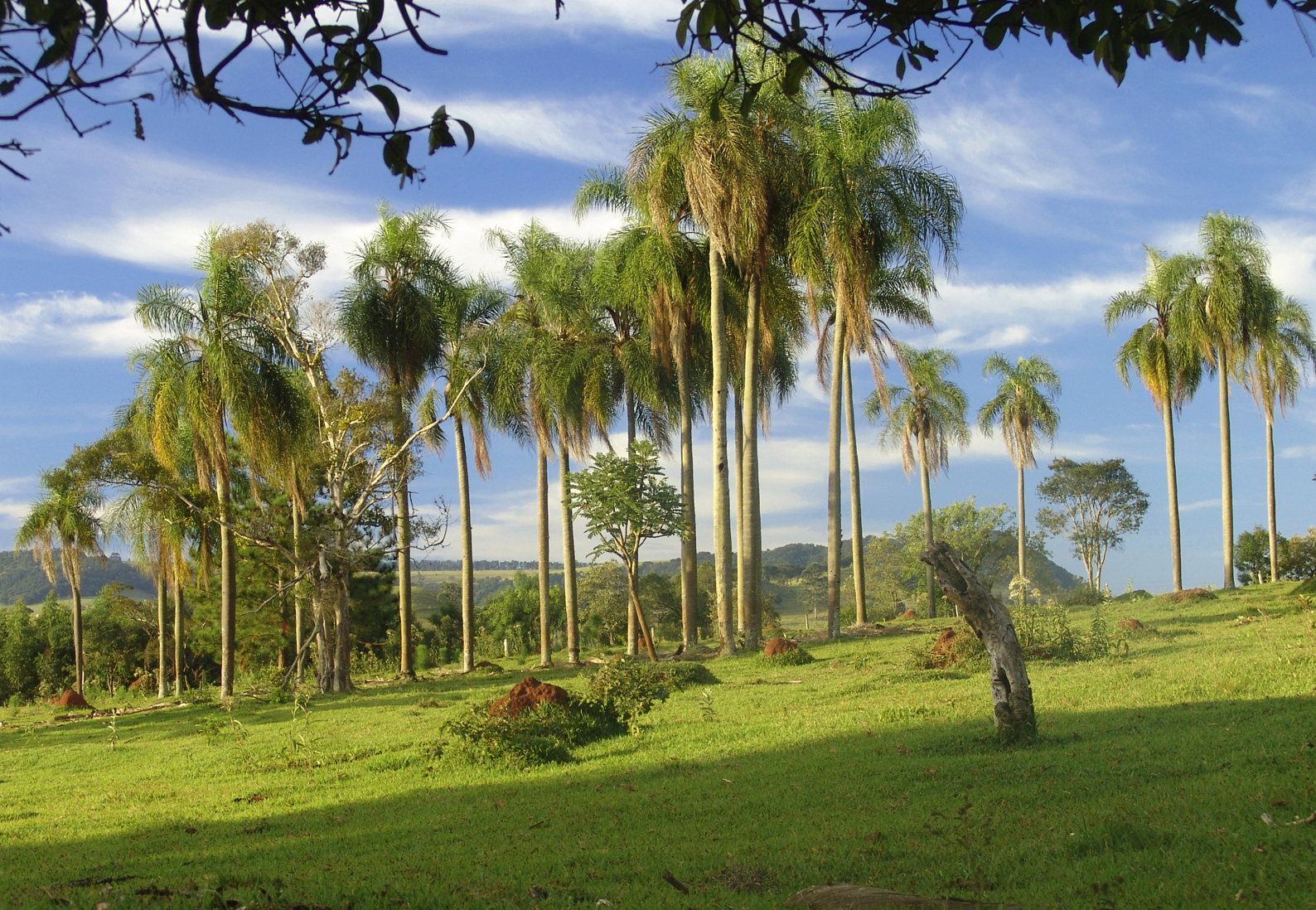
Agrupamento de jerivás
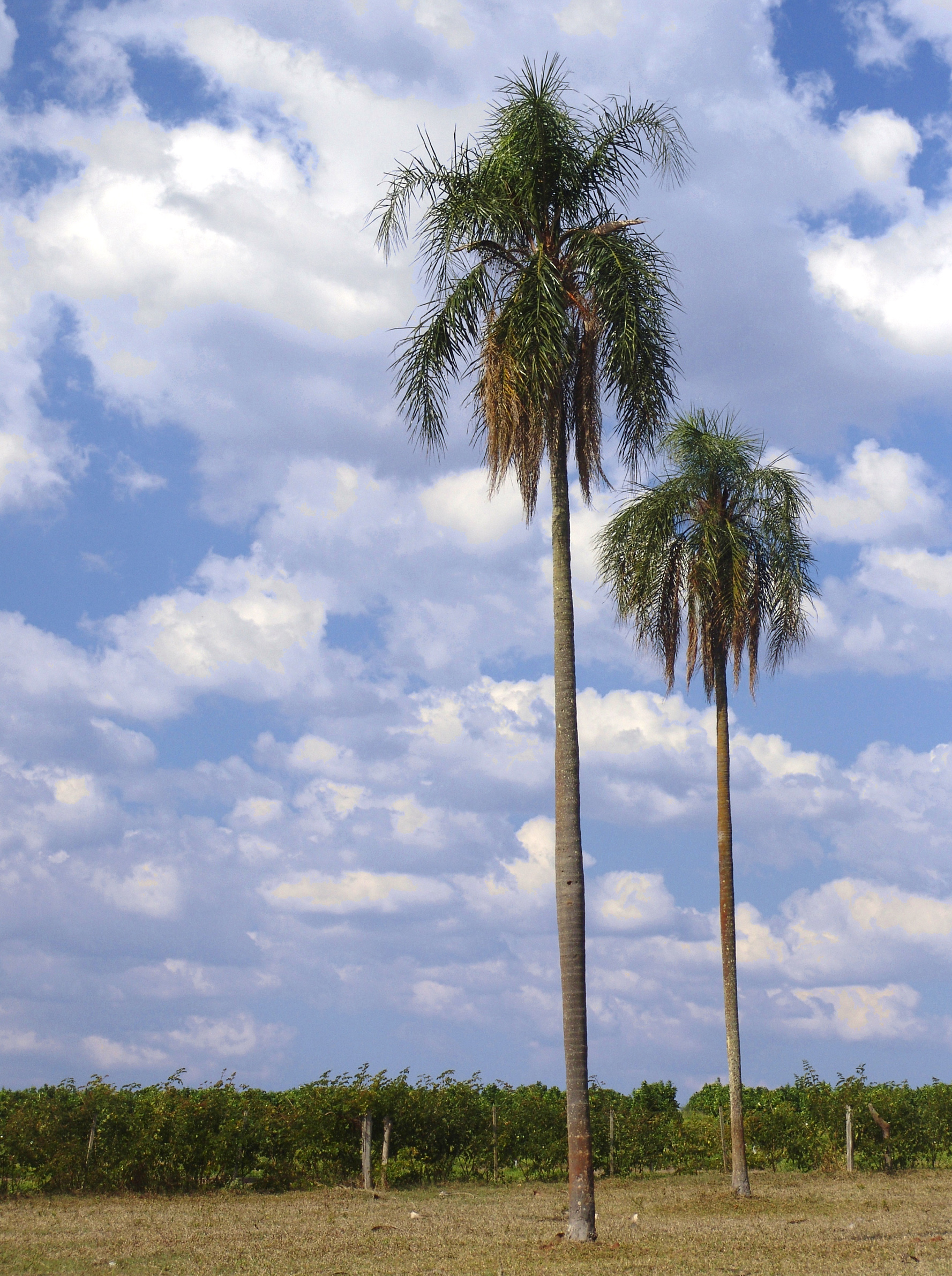
Jerivás
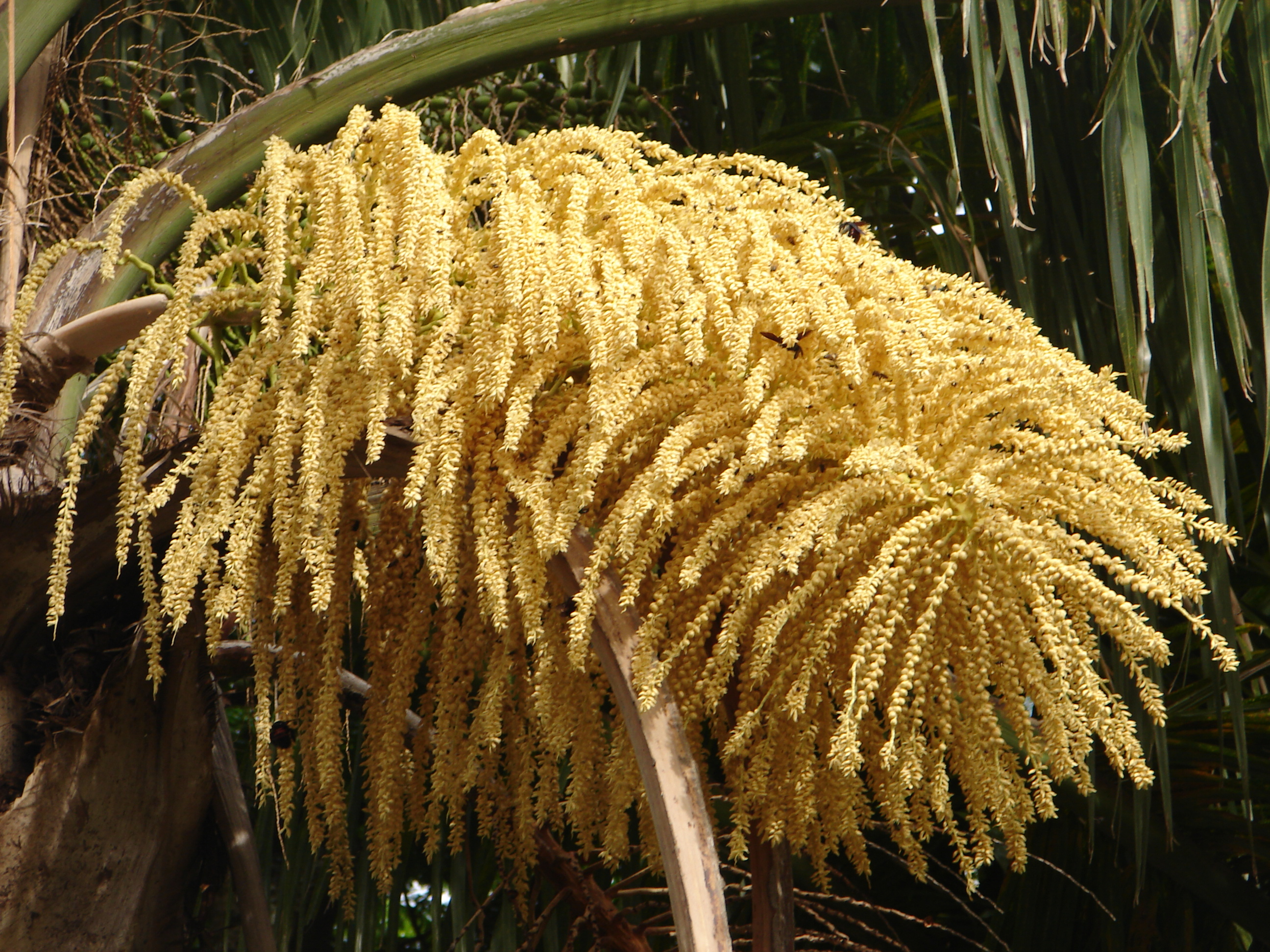
Cacho florido